# Африканская, Татьяна Сергеевна
Татьяна Сергеевна Африканская (в девичестве — Шаманаева) (род. 31 марта 1993 года, Саратов) — российская волейболистка, выступающая на позициях центральной блокирующей и доигровщицы.

## Биография
Родилась 31 марта 1993 года в Саратове. В возрасте двух лет вместе с родителями переехала в Балаково. Мать — Лариса Шаманаева, также известная волейболистка. Воспитанница команды «Балаковская АЭС / Протон».
Татьяна выступала за клубы «Протон» (2010—2014), «Приморочка» (2015—2017).
С 2017 года играет за «Тулицу». После окончания сезона 2021/2022 сделала паузу в карьере.

## Личная жизнь
В 2015 году окончила Саратовский социально-экономический институт РЭУ им. Г. В. Плеханова.
В 2019 году вышла замуж за Романа Африканского.